# Samurái John Barry
Samurái John Barry es una historieta en sepia de aventuras e histórica creada por Juan H. Arcos en el año de 1983. Narra las aventuras de un joven Inglés, quien llegó al Japón en un barco pirata aproximadamente a mediados del siglo XVI, quien posteriormente se convirtió en samurái. La historieta alcanzó una amplia difusión en los países donde se publicó semanalmente, en algunos por espacio de 19 años: México, Colombia, Venezuela, Ecuador, Puerto Rico, EUA, República Dominicana, Panamá, Costa Rica, Honduras, El Salvador, y Guatemala.

## Trayectoria
Rubén Lara, creador gráfico de Fantomas, realizó la historieta inspirada de la novela "Shogun" del escritor inglés James Clavell desde el número 18 a partir de 1980, hasta el final de la historieta que reunió 981 fascículos, con un gran equipo de colaboradores entre los que participó Rodolfo y René Anrubio, dibujantes Cuautlenses. La historieta constó de 981 capítulos semanales en sepia, publicada por editorial Vid a lo largo de 19 años.
Fue publicada por la desaparecida editorial Colombiana Editora Cinco para algunos países de centro y sur América en 980 ejemplares (el último resume los 2 episodios finales), y reimpresa por Vid (sólo 22 ejemplares, con nuevo arte de Rubén Lara para los primeros 5 números), en México, pero se suspendió al parecer porque no alcanzó el éxito esperado, en su época en Colombia junto con Kalimán, Kendor, El fugitivo), y Águila solitaria eran las revistas más vendidas en la década de los 80 y 90s.

## Argumento
La historieta de "SAMURAI", narra las aventuras en el Japón del siglo XVI del joven de origen inglés, John Barry, quien arribó en un barco pirata a las costas de Japón, con un puñado de compañeros, con el objeto de realizar una incursión, pero fueron detenidos y muertos por los fieros samuráis, siendo John Barry el único sobreviviente; quien fue inicialmente visto con curiosidad y temor, siendo incluso exhibido por un tiempo; pero posteriormente tuvo la oportunidad de adaptarse a la cultura japonesa, enfrentándose después al proceso de ser aceptado y amoldarse a una tierra y cultura extrañas; donde con el tiempo conoce el amor de dama Zumara con quien entabló una relación que perduró hasta el final de la trama. Dado su carácter ambicioso e impetuoso, aprende a luchar como los guerreros japoneses y aspira a convertirse en samurái, lo cual logra en poco tiempo gracias a un golpe de suerte, y al mismo tiempo viviendo una serie de aventuras en la sucesión del poder del Japón feudal, junto con su amigo y rival de amores, el Samurái Buntaro; con quien sostiene una relación permanente y ambigua de amistad y odio, en donde el uno salva la vida del otro en varias oportunidades y a quienes les une la rivalidad contra sus enemigos más encarnizados, tales como: El gran resplandeciente, el Verdugo, Dama Mitsu, Tokigawa, Kiyama, y otros, la cual se extiende hasta el final de la serie.

## Aventuras
Durante el desarrollo de la historia ocurren por una cantidad de aventuras y etapas bien definidas en el transcurso de cada uno de los capítulos; las cuales pueden dividirse de la siguiente manera:

### Arribo al Japón y adaptación (Cap 1 al 5)
A bordo del barco pirata llamado "Stella Maris" procedentes de Inglaterra arriban a una pequeña ciudad portuaria, un grupo aproximado de 100 piratas dentro de los cuales destaca John Barry por su juventud e inexperiencia y por algún conocimiento de las lenguas orientales, procediendo al desembarco para realizar el saqueo y pillaje correspondientes se enfrentan a un grupo de 10 samuráis quienes sin sufrir bajas eliminan a todos los piratas, excepto a John Barry quien queda inconsciente al inicio del combate al ofrecerse como intérprete y es sacado furtivamente de la playa por un comerciante llamado Toshiro, quien le salva la vida, pues de lo contrario habría sido eliminado por los implacables samuráis. Posteriormente es conducido a la ciudad de Okasawa donde inicia el recorrido por diferentes ciudades y ferias de pueblo con el propósito de exhibirlo como una rareza, puesto que los extranjeros de piel blanca, pelo rubio y ojos claros eran muy poco conocidos en el Japón; después de un tiempo aprovecha una oportunidad y consigue escapar vadeando un río; posteriormente se marcha del lugar y en un bosque es capturado por Kioto, el hijo adolescente del rico señor Minorawa, quien lo conduce a la residencia de su padre, creyendo seriamente que se trata de un demonio. El señor Minorawa se identifica como el señor de los samuráis que habían derrotado al grupo de piratas y concibe para el joven aventurero un plan en el cual a cambio de dinero y el compromiso de enseñar la técnica de lucha de los japoneses, enseñaría a los guerreros japoneses a utilizar los mosquetes y cañones del barco pirata. John Barry acepta y la no tan sencilla misión de amoldarle a la cultura oriental le es encomendada a dama Zumara, sobrina del señor Minorawa. En el transcurso del proceso entre clases de urbanidad y de karate nace el amor entre John Barry y dama Zumara; quien es instada a casarse con uno de los samuráis de Minorawa rompiendo el idilio entre la pareja.

### Rivalidad con Buntaro y matrimonio de Zumara (Cap 6 al 18)
El señor Omoto, amo de una provincia vecina, amenaza con apoderarse de las tierras de Minorawa, ante lo cual opta por asesinarle, ofreciendo la mano de dama Zumara a quien perpetrase el acto, ofreciéndose como voluntarios el Samurái Buntaro y John Barry quienes viajaron a la ciudad de Okasawa en busca de Omoto, quien primero se atrevió a atacar a Omoto fue John quien logró apuñalarlo, pero sin lograr matarlo, posteriormente Buntaro si tuvo éxito logrando matarlo explotándolo con un barril de pólvora pudiendo escapar con la ayuda del inglés de una muerte segura, este cometido le dio el derecho de casarse con Zumana. Una vez efectuado el matrimonio dama Zumara y el inglés son sorprendidos en adulterio por el furioso Buntaro que decidió no matarlo al deberle la vida en la muerte de Omoto; pero a Zumara luego de flagelarla decidió repudiarla y confinarla a la isla maldita, refugio de leprosos. Milagrosamente logra mantenerse a salvo de los leprosos y de la enfermedad por varios meses, hasta que pudo ser "rescatada" por la dueña de una casa de geishas llamada Lin-tu; manteniendo al inglés ignorante todo este tiempo del paradero de Zumara. Ésta fue llevada por Lin-tu al puerto de Osaka donde tras dos intentos de fuga finalmente pudo escapar y tras un largo viaje llegar nuevamente a su aldea donde es acogida amorosamente por John Barry, quien todo ese tiempo vivió holgadamente como vecino de Buntaro. Finalmente éste descubrió por casualidad el paradero de Zumara y decidió de una vez por todas matarlos a los dos; ante lo cual recurrieron a la protección del señor Minorawa con su pequeño ejército, al que Buntaro decidió enfrentar y logró diezmar en su totalidad matando a Minorawa y su hijo Kioto. En el fragor del combate, John y Zumara lograron huir a Osaka donde podrían pasar desapercibidos.

### Aventura con Katty y el señor Izu (cap 19 al 28)
En Osaka la pareja vive muy feliz olvidando los trágicos sucesos acaecidos tiempo atrás. Allí, John conoce accidentalmente a una hermosa compatriota suya llamada Katty quien despierta cierta pasión y los celos de Zumara, pero estando a cargo del inglés es raptada por un hombre rico de la ciudad de nombre Izu, quien queda impresionado por la rara belleza de la mujer y la lleva a una isla cercana a la ciudad propiedad del señor Izu; John opta por desplazarse a la isla para tratar de rescatar a la muchacha, donde consigue hacerlo luego de ser capturado iniciando una penosa huida de varios días por la isla junto con Katty, quien se hallaba perdidamente enamorada del inglés. Mientras tanto, en Osaka finalmente Buntaro encontró a Zumara y decidió esperar el arribo del inglés para matarlo. Entre tanto en la isla de Izu los fugitivos son capturados y John es sometido a diversas torturas de las cuales logra salir con vida hasta ser salvado por un niño llamado Aniko quien le provee de pólvora con la que de una vez por todas logra matar a Izu y rescatar a Katty. De regreso a Osaka debe elegir entre Katty y Zumara, quien ha logrado escapar de su esposo, finalmente optando por esta última que descorazonada se disponía a hacerse el harakiri. Para este momento, Buntaro se encontraba encarcelado al ser confundido con un criminal persiguiendo a dama Zumara en la calle; pero logra escapar, aunque siendo herido en el intento.

### Combate con Buntaro y arribo del emperador (cap 29 al 31)
En esta situación se encuentran los dos enemigos y John Barry se decide a enfrentar a Buntaro, pero éste al hallarse herido no logra derrotarlo, prolongándose el combate por varias horas hasta caer ambos inconscientes y gravemente heridos; fueron descubiertos por el emperador del Japón quien se sintió interesado por la ferocidad que demostraban al intentar matarse, fueron conducidos a palacio donde fueron atendidos y se recuperaron plenamente, donde el emperador se hallaba en aprietos tratando de resolver sabiamente este triángulo amoroso.

### Rapto de Zumara y lucha con Toranaga (cap 32 al 44)
Mientras se desarrollaban estos acontecimientos intempestivamente, el palacio imperial fue atacado por un grupo de forajidos dirigidos por un gigantesco y cruel samurái renegado llamado Toranaga, llevándose varias mujeres entre ellas a dama Zumara; hecho ante el cual los habituales rivales deben juntar esfuerzos para propiciar el rescate partiendo en persecución de la banda formada por unos 500 hombres, al llegar cerca al escondite se enfrentan con un contingente que viene a eliminarlos resultando heridos en el choque, por lo que deciden replegarse siendo acogidos en una cabaña del bosque por un muchacho que a la postre resultó ser una hermosa mujer de nombre Aniko, quien guardaba esta identidad por miedo a los bandidos, éstos, como resultado de los ataques partieron en busca del samurái y el inglés, siendo este último capturado pero logra engañar temporalmente a Toranaga quien nunca había visto un extranjero, pero rápidamente descubrió el engaño y empezó a torturarlo antes de matarlo, pero fue salvado a tiempo por Buntaro aunque debieron combatir con Toranaga y su ejército, siendo derrotados y abandonados creyéndolos muertos, mientras tanto Zumara también lograba escapar temporalmente de la guarida de los bandidos pero fue fácilmente recapturada. Los dos hombres lograron recuperarse nuevamente gracias a la ayuda de Aniko, incursionando nuevamente en el campamento logrando rescatar a Zumara, pero al momento de abandonar el área, Aniko fue muerta a manos de Toranaga; postergando así el regreso a Osaka pues antes unidos al ejército imperial debían enfrentar a Toranaga, quien fue el único que escapó de la batalla, consiguiendo matarlo finalmente entre los dos rivales. De regreso al campamento imperial, Buntaro abandona al Inglés a su suerte en un pozo abandonado, donde consigue salvarse gracias a un comerciante llamado Taiko, quien lo esclaviza.

### Esclavo de Dama Tai (cap 45 al 52)
John es esclavizado y vendido a una viuda rica de nombre dama Tai, quien lo coloca a su servicio como sirviente personal; al mismo tiempo que el samurái Buntaro decide perdonar a dama Zumara iniciando su vida matrimonial que nunca pudieron consumar, pero sin ser correspondido por ella, que sufre creyendo al inglés muerto, pero durante un terremoto que destruye su hogar terminó correspondiendo a su esposo como su deber le imponía. Por su parte, John Barry es repetidamente castigado cruelmente dada su rebeldía reiterativa con su dueña; para darse a la fuga engañó a su captora fingiendo un escape, pero realmente despistó a los esbirros de dama Tai y terminó tomándola como rehén para poder escapar, consiguiéndolo finalmente y abandonando a dama Tai a su suerte.

### Samurái y señor de Sakura (cap 53 al 64)
Sorpresivamente John Barry es investido por el emperador del Japón como Hatamoto, samurái y señor de la provincia de Sakura; hacia donde debe desplazarse, pero opta por ir en busca de dama Zumara, en el camino encuentra a la misionera sor Lucía, quien ingenuamente se desplaza por el Japón intentando fundar una iglesia; John decide llevarla consigo temporalmente, pero le motiva un retraso importante para llegar a su destino. Mientras tanto el samurái Buntaro no cabe en sí de la felicidad al enterarse de que Zumara se encuentra embarazada, pero se ve envuelto en una lucha a muerte con un grupo de 30 chinos a quienes había humillado días antes, venciéndolos, pero quedando gravemente herido. En esa situación, arribó John Barry quien traba un breve y desigual combate con Buntaro, a su vez que Zumara influida por sor Lucía le dice que ya no lo ama; por ello decide marcharse rumbo a la aldea de Sakura, donde se encuentra por primera vez con su, de ahí en adelante, fiel servidor Isuko. Procede a presentarse y elige dos esposas May-tai y Tomi. La primera descubre la existencia de perlas en las inmediaciones de Sakura, proceden a extraerlas y planean venderlas en China, para ello construyen un navío y se embarcan hacia China, acompañado de Isuko; al arribo debe eliminar a un hombre llamado Li-pao quien intenta arrebatarle las perlas, posteriormente viajando por la costa arriban a una gran ciudad de la cual huyen sus habitantes debido a la llegada de los mongoles, donde se compromete a transportar a una princesa china llamada Jade Luminoso.

### Guerra contra losMongolesy Kublai Khan (cap 65 a 83)
Junto con Jade Luminoso e Isuko, John Barry consigue escapar de la ciudad, rumbo a Pekín donde debe llevar a la princesa con su prometido el príncipe Sung, en el viaje se encuentra con el ejército japonés, quienes se disponen a enfrentarse a los mongoles, dirigido por el samurái Buntaro, finalmente llega a su destino con el príncipe Sung, quien al descubrir que Jade ama al Inglés, la envía como obsequio a los mongoles; mientras tanto, John Barry logra escapar y mata al príncipe Sung, dirigiéndose luego al campamento japonés. En el campamento mongol, Jade consigue agradar al Jefe Mongol Kublai Kan, quien decide hacerla una de sus esposas. Ya en el campamento mongol junto con Buntaro, intentan infiltrarse para matar a Kublai, pero el Kan consiguió rechazar el ataque y debieron huir de nuevo al campamento japonés. Al día siguiente, lo intentan de nuevo, tropezando con el Harem de Kublai, donde John cae accidentalmente, es sorprendido con Jade Luminoso y es capturado, lo mismo le sucede a Buntaro y ambos son enjaulados, mientras Jade es entregada a la tropa como castigo por adulterio y finalmente se suicida. Mientras el inglés y Buntaro son sometidos a una cacería humana de la que milagrosamente escapan. De regreso al campamento optan por atrincherarse en los muros de Pekín junto con el ejército chino y no presentar batalla en campo abierto, en el fragor de la batalla descubren que Kublai Kan está muy cerca de la muralla y alejado de su ejército y John y Buntaro deciden atacarlo y logran matarlo, con lo cual el ejército mongol se retira, por esta hazaña son ovacionados como héroes, de regreso al Japón el inglés es informado de la muerte de sus esposas por la prometida de Isuko, así por el dolor de la pérdida asintiendo a Zumara también perdida se encuentra con Buntaro y le reta nuevamente a duelo, del que rehúye astutamente aseverando que no ama a Zumara.

### La Perla Negra y Oliveira (cap 84 a 93)
A pesar de la treta para salvarse, trata de arrebatarle a Zumara a Buntaro, pero tras varios reveses no lo consigue, debiendo regresar a Sakura donde lo espera la miseria y dos nuevas esposas Lintai y Suki, Lintai viendo el estado de pobreza en que se encontraban se arriesga a un sitio plagado de tiburones llamado el arrecife negro, pero se salva obteniendo unas perlas valiosas incluyendo la perla negra. Al mismo tiempo un samurái moribundo de una aldea vecina los pone sobre aviso de un ataque de unos 30 bandoleros, entre tanto Lintai parte con sus preciadas piedras a Osaka. Pasados unos días los bandoleros se hacen presentes comandados por Nanya, pero son emboscados y muertos todos en el poblado por los habitantes de Sakura y el inglés, mientras Lintai intentando vender las perlas conoce al capitán Oliveira, portugués Gobernador de Macao, quien le engaña y ordena su muerte, le arrebata las perlas y averigua sobre al riqueza escondida en Sakura. Decide trasladarse hacia allá con el beneplácito del padre visitador que le envía al padre Preixas y sor Lucía, junto con él, mientras el inglés prosigue extrayendo perlas del arrecife, donde conoce a la joven Sakasuki a la cual por su parecido con Zumara la hace su esposa. Varios días después llegar a la aldea de Sakura, a donde también llega fray Juan un perseguido de los Jesuitas, tomando el control de la situación por la fuerza, se desata una lucha, donde John debe luchar con un ninja al cual logra vencer, pero sale herido; y al día siguiente cuando ya se han agotado todas las perlas, tiene la oportunidad de matar a Oliveira y todos los portugueses haciendo estallar el barco negro; cuando regresa a Sakura, descubre que nuevamente sor Lucía se ha marchado con sus esposas y fray Juan. El inglés, hallándose solo se marcha nuevamente a Osaka en busca de Zumara.

### La Isla de la Muerte y exilio en Rusia (cap 94 a 115)
En Osaka con la embriaguez de Buntaro, posee una vez más a Zumara acordando huir pero descubre que no tiene dinero, ante esta situación retorna a Sakura, pero las perlas ya se han agotado por completo, ante esta situación decide aceptar un reto del señor de Tanaka para un trabajo especial; después de batirse con ocho samuráis sale victorioso, enterándose de que el trabajo consiste en rescatar a su esposa de un grupo de piratas en la ciudad de la muerte, por 5000 monedas de oro. Ya en la isla, tras averiguaciones llega al supuesto sitio donde se halla la mujer Tai lin, sin poca dificultad y luego de enfrentarse a un coreano experto en Taekwondo llamado Fong, consigue salir de la isla para descubrir que la muchacha lo ha engañado, pues no se trata de Tai lin. Debe regresar a la isla y enfrentarse nuevamente a Fong y los coreanos a quienes elimina, solo para descubrir que Tai lin está muerta, de regreso al Japón el barco zozobra, quedando muchos días como náufrago, yendo a parar a una tierra desconocida que resulta ser Rusia; mientras Isuko, comisionado por John, lleva el mensaje a Zumara, que debe esperar una cita a diario hasta que decide no esperar más al ver que Buntaro se ha encariñado con su hija Yoshira, formado por fin una familia feliz. Mientras tanto John en Rusia es salvado de la muerte por una joven llamada Olga Petrovna y sus hermanos Feodor, Ivan y Konstantin; finalmente se repone pero queda atrapado por el intenso invierno ruso para regresar al Japón; finalmente cuando llega la primavera debe marcharse, pero no le resulta tan fácil al ser sorprendido por los tres hermanos con Olga, quienes se empecinan en hacerlo casar con ella, luego de una persecución en la cual John termina con una fractura lo obligan a casarse con Olga, la ignora todo el tiempo y finalmente cuando se repone puede finalmente huir llegando tiempo después al Japón; mientras tanto en casa de Buntaro, Yoshira es raptada con el fin de pedir rescate por un malviviente llamado Ishido, pero al final la niña es rescatada por el Samurái e Ishido es quemado vivo.

### La Guerra FríaNinja(cap 116 a 144)
De regreso al Japón, el inglés regresa a casa de Buntaro, quien es avisado que un ninja sin honor llamado "Asesino Audaz" está asesinando a los guerreros más prestigiosos del Japón y el próximo en la lista es el mismo Buntaro, llegado el momento del duelo se traban en prolongado combate, del que ninguno sale vencedor y el ninja huye, pero le desafía a un nuevo reto. Ya recuperados los dos rivales, Asesino Audaz se hace presente en la casa del samurái, pero al no encontrarle, acaba con todos sus sirvientes y en el pueblo más cercano con un niño paralítico llamado Tomiko; finalmente el samurái lo ubica y se enfrentan nuevamente, siendo interrumpido por el Verdugo de los Amidas, quien derrota a Asesino Audaz, no sin salir malherido; los samuráis lanzan un reto al verdugo quien trasmite el mensaje al "Gran Resplandeciente", quien decide asesinar al inglés enviando un ninja al cual derrota con la ayuda de la pequeña Yoshira, ante esta situación el Gran Resplandeciente decide acabar con los dos samuráis enviando los mejores cinco ninjas que tiene; estos se dirigen a la vivienda de Buntaro sembrando la destrucción a su paso, quien consciente de la situación hace los preparativos para enfrentar un ataque; entre tanto John seduce nuevamente a Zumara. Tras un feroz combate consiguen eliminar a los Amidas, resultando Buntaro malherido; enterado del ataque, el Emperador envía un emisario que resulta ser el Gran Resplandeciente, quien es un funcionario súbdito del gobernante del Japón. Mientras tanto, John sigue cortejando a Zumara quien lo rechaza definitivamente, ante lo cual se dirige a una casa de geishas donde conoce a Tanka, geisha pretendida por un samurái llamado Zaibatsu; mientras tanto en el mar del Japón la flota comercial japonesa es atacada por piratas chinos y diezmada. Por otra parte, el Gran Resplandeciente ante los hechos acaecidos, desata una escalada de violencia en el Japón como represalia, enviando a sus ninjas a los cuatro puntos cardinales. Con la flota imperial destruida, el emperador considera que para luchar con los piratas debe tener los servicios del samurái blanco. Entre tanto, los más importantes samuráis se reúnen para tratar sobre la amenaza Amida y acuerdan infiltrar un espía, resultando elegido el samurái blanco, para lo cual debe deshonrarse públicamente primero y luego incorporarse a la secta; conocedor de la situación por sus poderes de clarividencia, el Gran Resplandeciente suspende el ataque ninja. Por su parte sor Lucía se marcha rumbo a Osaka procedente de China como polizonte pero son interceptados por piratas. Mientras, John Barry se dirige a la aldea de Sakura, donde es despreciado. El Emperador por su lado envía un emisario llamado Shoji a buscar al samurái blanco para hacerse cargo de la flota japonesa, pero se entera de que ha sido deshonrado de su investidura; decide entonces que el candidato es Buntaro, pero este se encuentra ocupado formando un ejército para enfrentar a los Amidas. Al encontrarse confluyen con Tanka la Dama del Sauce quien tejiendo intrigas, seduce a Buntaro. En Sakura, el samurái blanco es capturado por los Amidas y llevado ante El Gran Resplandeciente llevándose a su sirviente Isuko. 
- El ninja blanco
- El regreso a Europa
- Convertido en pirata
- Enemigo de Tokugawa
- Guerra Civil
- Kotaro emperador
- La traición de Mitsu
- El regreso de Shanchiro(Sebastian)
- Guerra co Kenji
- Isuko Monarca del Japón
- Desenlace y muerte de Zumara

## Personajes
- John Barry: Personaje central de la serie; inglés de nacimiento, y gracias a su fuerza de voluntad y carácter, su ambición y sobre todo la motivación de conseguir el amor de su vida, Dama Zumara, logra además de ser un samurái de alto rango al servicio del Emperador de Japón y uno de los mejores guerreros del país. Sus principales maestros fueron el samurái Buntaro y el ninja El Gran Resplandeciente. Impulsivo, vehemente, voluntarioso y dominante, cifra gran parte de los esfuerzos de su vida en conquistar a Zumara

- Buntaro: El mejor samurái del Japón. Gran rival en amores de John Barry y por lo mismo, acérrimo aliado y amigo y enconado enemigo del personaje central; una relación de amistad-enemistad que se desarrolla a través de múltiples aventuras y avatares que ambos comparten, donde infinidad de veces en unas tratan de matarse entre sí y otras se salvan la vida mutuamente. Al final de la serie y después de muchas luchas al servicio del imperio y de amargas decepciones por su amor imposible con Zumara, es ascendido al cargo de Shogun, se olvida de su amor por Zumara, se casa con otra mujer a quien considera el amor de su vida y antes que John regrese a Inglaterra para siempre ambos se declaran como los más grandes amigos que jamás tuvieron.

- Zumara: Completando este trágico y emocionante triángulo amoroso está la bella Dama Zumara; mujer de gran inteligencia, temple de espíritu y capacidad de amar, pero que se ve envuelta en contra de su voluntad en la lucha entre estos dos hombres para ganar el lugar definitivo en su vida y su corazón. Ama a John apasionadamente, pero está casada con Buntaro a quien quiere y estima con toda su alma; con el tiempo sentiría que ama a ambos con igual intensidad pero siempre de manera diferente. Al final de la serie se convierte en toda una dama samurái y muere en glorioso combate ayudando a vencer a la organización criminal de los Yakuza.

- Isuko: Pescador de oficio y lugarteniente de John Barry, es el segundo mejor amigo después de Buntaro. Físicamente débil y anímicamente cobarde, cuenta con una férrea lealtad a toda prueba que lo lleva a través de años de acompañar a John por múltiples aventuras y peligros a desarrollar una gran inteligencia y valor, y con el tiempo a ser Shogun del Japón por un corto período de tiempo, pero donde rindió grandes servicios al país y al Emperador. Muere asesinado a causa de la ambición desmedida de un infiltrado cercano al Emperador, pero al final es vengado por Buntaro.
- Yoshira: Hija única de Buntaro que tuvo con Zumara. Hereda la belleza de su madre, la inclinación a las armas de su padre y el temple de ambos. Rechazada al nacer por su padre por querer un hijo varón, a la larga termina amándola entrañablemente. Perspicaz desde pequeña, percibe el amor oculto entre John y Zumara solidarizándose con Buntaro, decepcionándose de su madre y odiando a John. A la larga depondría esos sentimientos al conocer la verdad de la historia de ese amor (Que John y Zumara ya se amaban antes del matrimonio de ésta con Buntaro y que además fue un casamiento forzado) y de las acciones de John en que múltiples veces salva la vida tanto de ella como de su familia. Gran guerrera que honra a su padre, conocería también como su madre los infaustos avatares de ser parte de un doble triángulo amoroso. Al finalizar la serie, todos los hombres que amó una vez ya han muerto (El príncipe Midoki Takai, Dirk Tillman y Kotaro Kojin) y busca consuelo en vivir con su padre quien ya se había vuelto a casar y ya era Shogun.
- Sor Lucía: Monja católica, inglesa de nacimiento, abandonada desde niña no ha conocido otra vida que la de la orden religiosa. Llega a Japón para impulsar la causa cristiana. De inmensa formación espiritual y a pesar de su ingenuidad que la mete en problemas, logra hacer muchas veces la diferencia entre los protagonistas de la serie. Sintiéndose deshonrada al ser violada por unos vagabundos abandona la orden religiosa. Conoce al Gran Maestro del Río, quien la hace Maestra del Jiut-Jitsu y el Bo. Madre adoptiva de Sebastián, lo instruye en las artes marciales. Con el tiempo Lucía conocería también el amor y la pasión al vivir dos veces un triángulo amoroso. Experimentaría grandes aventuras y peligros que marcarían la historia del Japón, y al final de la serie vive el drama de la muerte del amor de su vida y el tener que separarse para siempre de Sebastián, su hijo adoptivo, para que esté con su padre y dedicarse de lleno la difusión del cristianismo en Japón.
- Sebastian/Sanshiro: Hijo de John y Zumara, quien quedó estéril después del difícil nacimiento de Yoshira, pero fue concebido con la ayuda de los poderes mentales de El Gran Resplandeciente para ser un arma dentro de la conspiración Amida, por lo que su vida corría gran peligro; así, Zumara lo oculta y lo da en adopción a Lucía. Solo sabían de su existencia además de las dos mujeres, los miembros más altos de la secta ninja. Sebastián crece en España donde aprendió por Lucía y con gran maestría el Jiutjitsu y el Bo. Regresan a Japón y con Mitsu aprende la esgrima y el boxeo del Ninjitsu. De ser un jovencito piadoso tuvo que convertirse en un luchador implacable para sobrevivir en un país como Japón, que además que en donde matar era muy fácil, era hostil a los extranjeros y estaba constantemente envuelto en guerras. Conoce el amor, la pasión, la aventura y el peligro; se reencuentra con su madre biológica Zumara, es presentado como hermano de Yoshira y por último con su padre, John Barry. Su amargo encuentro fue con Buntaro cuando éste descubre su identidad. Al final de la historia sobrevive a la tragedia de la muerte de Zumara y antes de irse con su padre John a Inglaterra para siempre, se despide tristemente de su hermana Yoshira, de su madre espiritual Lucía y queda en paz con Buntaro.
- Oka: Hija adoptiva de Zumara y Buntaro, quien fue acogida a iniciativa de éste después que su familia y aldea fueran masacradas por un grupo de dementes escapados de un manicomio. Algo menor que Yoshira y menos fuerte, hermosa e inteligente que ésta, es sin embargo, la más centrada de la familia, con fuertes principios y un gran sentido común. Una figura un tanto trágica que sufre una serie de vejámenes y atropellos por su fragilidad, pero que sin embargo sabe proteger a su familia y salir adelante a fuerza de una incontestable lealtad. Es uno de los pocos personajes secundarios que no son muertos en esta historia, pues antes que termine la serie es retirada pacíficamente de la misma cuando se casa con Zataki, hermano de Kotaro y se retiran a una provincia lejana para vivir con tranquilidad y no volver a aparecer más.
- El Gran Resplandeciente: Líder Supremo de los Amidas. Su verdadera identidad y su rostro fueron siempre un enigma para los lectores de la serie. Queda claro que es un señor feudal con un alto cargo en la corte imperial, pero en secreto posee un adiestramiento ninja de alto nivel y fue discípulo predilecto del oscuro y poderoso místico Shanshi-Chuang en la China, por lo que tiene grandes poderes mentales. Malvado, poderosísimo y de alta peligrosidad (fue el adversario más grande en toda la serie "SAMURAI", está claro que ni John junto con Buntaro jamás hubieran podido con él) su plan fue deponer al Emperador ubicando en su lugar al señor feudal Tokigawa y gobernar a través suyo y huir de la maldición del Gran Ulan-Bator (un poderoso místico de la luz de Mongolia poseedor de la Palabra Semilla, un conjuro capaz de anular la Magia Kobudera que usaba el Gran Resplandeciente y destruirlo) por lo que usó a John Barry para inculcarle sus conocimientos y poderes y ponerlo como sucesor y ser él el aniquilado por la Palabra Semilla. Sus planes se arruinan al ser reconocido y delatado por Isuko ante el Emperador y acorralado por el príncipe Midoki Takai que conocía la Palabra Semilla revelada por Ulan-Bator; esto lo obliga a huir y renunciar a sus planes sobre John Barry, Tokigawa y al cargo del Tong Amida y refugiarse en la clandestinidad en un monasterio budista a la espera de otra oportunidad. Nunca más se supo de él en lo que quedó de la serie.
- El Verdugo de los Amidas: Mano derecha del Gran Resplandeciente y gran guerrero ninja (en su momento superior incluso a Buntaro), fue el mejor alumno de ninjitsu del Maestro Yabu Nara en una secreta aldea de pescadores que era en realidad una comunidad ninja. Disciplinado, eficiente, organizado y leal a la causa Amida, pierde poco a poco más los papeles cuando John entra al círculo íntimo del Gran Resplandeciente ignorando al principio sus reales intenciones: usar a John como cebo para engañar a los poderes de la luz y sacrificarlo en su lugar. Cuando los planes de su líder se desbaratan recibe de éste la misión de entrenar al recién nacido Sebastián para que un día mate a John y de apoyar a Tokigawa. Brutal y sanguinario, le aflora algo de humanidad cuando conoce a Lucía y a Arashi (la hija del Maestro del Río) y empieza en algo a ser conmovido por la bondad de la primera y sentir atracción por la segunda; pero sigue con sus planes y lleva a Sebastián a la comunidad ninja en que se educó para su entrenamiento. Su fin es marcado cuando el niño es rescatado por Lucía y cuando su inestabilidad emocional le hacen perder consecutivamente importantes batallas: Ante John en dos ocasiones seguidas, ante El Maestro del Río y ante la misma Lucía; y cuando John lo encara por última vez su autoconfianza ya no existía, haciéndolo caer fácilmente ante la espada de John, pero no sin antes maldecirlo con la advertencia de que un día su propio hijo lo mataría.
- Mitsu: Sobrina de Sato, mano derecha del Shogun Tokigawa. Compitiendo con el mismo Tokigawa, fue la 2° gran adversario en la serie "SAMURAI". Es una ninja de alta jerarquía y peligrosidad, de gran belleza y capacidad de seducción y mente maestra en estrategias para el asesinato, la intriga, la política y la guerra. Su objetivo es el control total del Japón y ser la autoridad máxima con poder absoluto; demuestra una extraordinaria voluntad y temple para imponerse ante las más críticas situaciones e invertirlas a su favor. Excepcional en todos los sentidos, pero cruel y malvada en sus motivaciones, mira a todos los seres humanos como meros peones y piezas en su plan de poder, por ejemplo, es la responsable directa de la muerte del hijo que tuvo con John Barry. Pudo ser en otras circunstancias un gran ser humano dedicado al bien, pues muy en el fondo es sensible a las personas que le dedicaron sincera lealtad, devoción y abnegación, tales como su tío Sato, Lucía, Sebastián, Kotaro, Nakamura y su escuadrón personal de ninjas; muy en el fondo la soledad la consume. Después de titánicos esfuerzos logra controlar Yedo, la capital imperial, en una magistral estrategia política-militar, y en el minuto siguiente de lograr el objetivo de toda su vida y en el éxtasis de sentirse triunfante es muerta por la lanza de Ashida, un leal general al servicio de Kotaro quien para entonces ya era Shogun.
- Tokigawa:
- Kotaro:
- Ideyoshi:
- Zataki:
- Kiyama:
- Toranaga:
- Dirk Tillman:
- Kenji:
- Nakamura: